# میمی لاسو
میمی لاسو (اسپانیایی: Mimí Lazo‎؛ زادهٔ ۲۳ نوامبر ۱۹۵۴) بازیگر و تهیه‌کننده تئاتر اهل ونزوئلا است.
از فیلم‌ها یا برنامه‌های تلویزیونی که وی در آن نقش داشته‌است، می‌توان به ماهی که دود می‌کند و ترا نوا اشاره کرد.